# Potentilla newberryi
Potentilla newberryi är en rosväxtart som beskrevs av Asa Gray. Potentilla newberryi ingår i Fingerörtssläktet som ingår i familjen rosväxter. Utöver nominatformen finns också underarten P. n. arenicola.